# Kolegiata Najświętszego Serca Jezusowego w Gdańsku-Wrzeszczu
Kolegiata Najświętszego Serca Jezusowego – zabytkowy kościół w Gdańsku Wrzeszczu.

## Historia

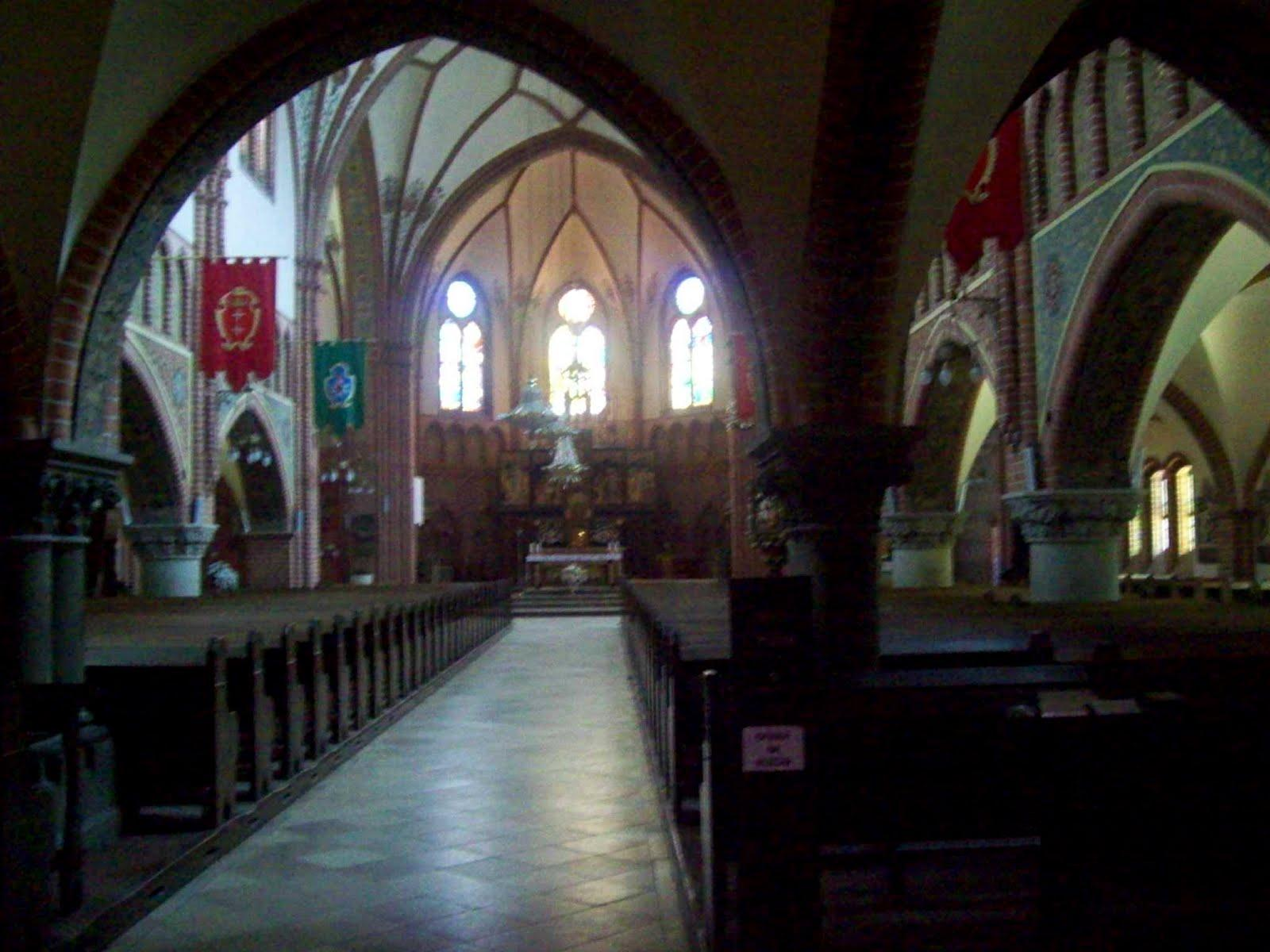
Wnętrze kościoła

Kościół został zbudowany w latach 1909–1911, w stylu neogotyckim jako bazylika, z widocznymi ponad dachami bocznych naw łukami oporowymi. Bogato wyposażona świątynia ma 58 metrów długości, 24 metry szerokości oraz wieżę o wysokości 66 metrów.
Parafię erygowano w 1911 roku, jako pierwszą katolicką we Wrzeszczu.
Częściowo uszkodzony w 1945 roku, odbudowany został w 1948 r. przez pierwszego proboszcza, księdza Józefa Zator-Przytockiego, przed jego aresztowaniem przez UB.
Mieści się przy ul. ks. J. Zator-Przytockiego 3. Ulica ta nazywała się wcześniej Czarna, więc wielu starszych mieszkańców Gdańska określa tę świątynię mianem "Kościół na Czarnej". Od 2001 roku jest siedzibą Gdańskiej Kapituły Kolegiackiej.